# Cerro Capurata
Cerro Capurata (Elena Capurata)  – stratowulkan w Andach na pograniczu Boliwii i Chile. Jej szczyt wznosi się na wysokość 5990 metrów. Powyżej 5940 metrów (19 490 stóp) Capurata jest pokryta lodem. Na południe od Capuraty znajduje się Cerro Casparata, a prosto na zachód – Guallatiri.
W porównaniu z Acotango i Humuratą zbocza Capuraty są dość dobrze zachowane. Niektóre zmiany hydrotermalne, częściowo związane z aktywnością fumaroli, są jednak widoczne. Całkowita kubatura wulkanu wynosi 19 km³ (4,6 mil³). Siarkowe osady powstałe w wyniku aktywności fumaroli również pokrywają zbocza Capuraty.